# David Bissett
David Bissett, född den 26 september 1979 i Lethbridge, Kanada, är en kanadensisk bobåkare.
Han tog OS-brons i herrarnas fyrmanna i samband med de olympiska bobtävlingarna 2010 i Vancouver.